# Ramon Simarro i Oltra
Ramon Simarro i Oltra (Novetlè, 5 de juny del 1822 - Xàtiva, 7 de maig del 1855) fou un pintor del segle xix. El seu fill fou el psicòleg Lluís Simarro Lacabra.
Es pot dir, que la font del lleó de Xàtiva, la va dissenyar el pedrapiquer Vicent Simarro (avi del Dr. Luis Simarro), natural de València, que per a este treball o primer per unes restauracions al castell de Montesa, va llogar una casa a Novetlè. On va nàixer el pintor Ramón Simarro Oltra, pare del Dr. Luis Simarro. Al temps es traslladaren a viurer a Xàtiva, on va nàixer Vicent Simarro Oltra, que va ser dels primers fotògrafs de Xàtiva al 1870. Al 1908 apareix el nom del fotògraf José Simarro, probablement fill de Vicent Simarro Oltra i cosí germà del Dr. Luis Simarro.